# Вассберг, Томас
То́мас Ларс Ва́ссберг (швед. Thomas Lars Wassberg; род. 27 марта 1956, Орьенг, Вермланд) — шведский лыжник и биатлонист. Как лыжник 4-кратный олимпийский чемпион (1980 — в гонке на 15 км, 1984 — в гонке на 50 км и эстафете 4×10 км, 1988 — в эстафете), многократный чемпион мира. Обладатель Кубка мира 1976/77 годов (неофициальный зачет).
На Олимпиаде 1980 года в Лейк-Плэсиде в гонке с раздельным стартом на 15 км Вассбергу для победы надо было показать время лучше, чем у финна Юхи Мието — 41 минута, 57 целых и 64 сотых секунды. Вассберг остановил секундомер на финише на отметке 41:57.63, опередив финна на 1 сотую секунду — наименьший интервал между первым и вторым местом в истории лыжных гонок на Олимпиадах. Беспрецедентность этого случая и драматизм ситуации явились в большой степени причиной отмены учёта сотых долей секунды в лыжных гонках.